# العلاقات الدومينيكية الفنزويلية
العلاقات الدومينيكية الفنزويلية هي العلاقات الثنائية التي تجمع بين دومينيكا وفنزويلا.

## مقارنة بين البلدين
هذه مقارنة عامة ومرجعية للدولتين:
| وجه المقارنة                                              | دومينيكا              | فنزويلا                                  |
| --------------------------------------------------------- | --------------------- | ---------------------------------------- |
| المساحة (كم2)                                             | 751                   | 916.45 ألف                               |
| عدد السكان (نسمة)                                         | 73.92 ألف             | 28.87 مليون                              |
| الكثافة السكانية (ن./كم²)                                 | 9.84 ألف              | 31.5                                     |
| العاصمة                                                   | روسو                  | كاراكاس                                  |
| اللغة الرسمية                                             | لغة إنجليزية          | اللغة الإسبانية، لغة الإشارة الفنزويلية ‏ |
| العملة                                                    | دولار شرق الكاريبي    | بوليفار فنزويلي                          |
| الناتج المحلي الإجمالي (بليون دولار)                      | 562.54 مليون          | 482.36 مليار                             |
| الناتج المحلي الإجمالي (تعادل القوة الشرائية) بليون دولار | 789.63 مليون          |                                          |
| الناتج المحلي الإجمالي الاسمي للفرد دولار أمريكي          | 7.12 ألف              |                                          |
| الناتج المحلي الإجمالي للفرد دولار أمريكي                 | 10.88 ألف             |                                          |
| مؤشر التنمية البشرية                                      | 0.724                 | 0.762                                    |
| رمز المكالمات الدولي                                      | +1767                 | +58                                      |
| رمز الإنترنت                                              | .dm                   | .ve                                      |
| المنطقة الزمنية                                           | 00، توقيت أطلنطي موحد | 00                                       |

## منظمات دولية مشتركة
يشترك البلدان في عضوية مجموعة من المنظمات الدولية، منها:
| علم المنظمة | اسم المنظمة                                                          | تاريخ انضمام دومينيكا | تاريخ انضمام فنزويلا |
| ----------- | -------------------------------------------------------------------- | --------------------- | -------------------- |
|             | يونسكو                                                               | 9 يناير 1979          | 25 نوفمبر 1946       |
|             | وكالة ضمان الاستثمار متعدد الأطراف                                   | 7 أكتوبر 1991         | 9 مايو 1994          |
|             | الأمم المتحدة                                                        | 18 ديسمبر 1978        | 15 نوفمبر 1945       |
|             | وكالة حظر الأسلحة النووية في أمريكا اللاتينية ومنطقة البحر الكاريبي ‏ | ?                     | ?                    |
|             | الاتحاد البريدي العالمي                                              | ?                     | ?                    |
|             | البنك الدولي للإنشاء والتعمير                                        | 29 سبتمبر 1980        | 30 ديسمبر 1946       |
|             | بنك التنمية الكاريبي ‏                                                | ?                     | ?                    |
|             | الاتحاد الدولي للاتصالات                                             | 28 أكتوبر 1996        | 13 أغسطس 1920        |
|             | منظمة حظر الأسلحة الكيميائية                                         | ?                     | ?                    |
|             | مؤسسة التمويل الدولية                                                | 29 سبتمبر 1980        | 28 ديسمبر 1956       |
|             | منظمة التجارة العالمية                                               | ?                     | ?                    |
|             | منظمة الشرطة الجنائية الدولية                                        | ?                     | ?                    |

## أعلام
هذه قائمة لبعض الشخصيات التي تربطها علاقات بالبلدين:
- بوبي برموديز (12 نوفمبر 1928 – 3 ديسمبر 2014)
- بيدرو غويلرمو (سياسي من جمهورية الدومينيكان، 29 يونيو 1814 – 18 فبراير 1867)
- خوان إيسيدرو مورينو (6 أغسطس 1924 – 4 يناير 2015)
- خوان لويس غيرا (7 يونيو 1957 – )
- غويلرمو مورينو غارسيا (15 أغسطس 1956 – )

## وصلات خارجية
- موقع وزارة الخارجية الفنزويلية